# Lyons (Ohio)
Lyons és una vila dels Estats Units a l'estat d'Ohio. Segons el cens del 2000 tenia 559 habitants.

## Demografia
Segons el cens del 2000, Lyons tenia 559 habitants, 220 habitatges, i 150 famílies. La densitat de població era de 304 habitants/km².
Dels 220 habitatges en un 33,2% hi vivien nens de menys de 18 anys, en un 56,4% hi vivien parelles casades, en un 7,3% dones solteres, i en un 31,4% no eren unitats familiars. En el 29,5% dels habitatges hi vivien persones soles el 13,2% de les quals corresponia a persones de 65 anys o més que vivien soles. El nombre mitjà de persones vivint en cada habitatge era de 2,54 i el nombre mitjà de persones que vivien en cada família era de 3,17.
Per edats la població es repartia de la següent manera: un 28,1% tenia menys de 18 anys, un 7,7% entre 18 i 24, un 30,8% entre 25 i 44, un 17,9% de 45 a 60 i un 15,6% 65 anys o més.
L'edat mediana era de 34 anys. Per cada 100 dones de 18 o més anys hi havia 94,2 homes.
La renda mediana per habitatge era de 41.346 $ i la renda mediana per família de 46.417 $. Els homes tenien una renda mediana de 37.000 $ mentre que les dones 20.625 $. La renda per capita de la població era de 17.186 $. Aproximadament el 3,5% de les famílies i el 5,6% de la població estaven per davall del llindar de pobresa.

## Poblacions properes
El següent diagrama mostra les poblacions més properes.